# Mash Off
Mash Off es el sexto episodio de la tercera temporada de la serie de televisión estadounidense Glee, y el cuadragésimo noveno de su cómputo general.
El rodaje de "Mash Off" se produjo en octubre de 2011. El episodio cuenta con cuatro popurrís la de Adele "Someone like You" y "Rumour Has It", que vendió 160.000 copias en su primera semana y debutó en el número once en el Billboard Hot 100. Todas las canciones del episodio fueron lanzados como sencillos disponible para su descarga digital.
"Mash Off" fue visto por 7.08 millones de personas en el sistema americano Nielsen Ratings
En Latinoamérica, se estrenó dos veces, el primero subtitulado y el segundo doblado al español; el título del episodio doblado fue Popurrí, igual que el octavo episodio de la primera temporada.

## Trama
Los varones de New Directions se unen a Puck (Mark Salling) en su fantasía mental en la que el chico ve a Shelby (Idina Menzel) seduciéndolo en clase con movimientos provocadores, mientras ellos cantan "Hot for Teacher" por Van Halen. Sue (Jane Lynch) comienza su campaña explícita contra Burt Hummel (Mike O'Malley), diciendo que hace un año él tuvo un infarto y tuvieron que implantarle el corazón de un babuino, con la desaprobación de todo el mundo, especialmente de Kurt. Ella compara la campaña de su padre con su campaña para presidente escolar, diciéndole a Kurt (Chris Colfer) que debería hacer lo mismo que ella si quiere ganar, mencionando que Brittany está prometiendo a los alumnos cosas quizá imposibles de cumplir pero al menos tiene una causa y le lleva la delantera y se ve a Brittany (Heather Morris) regalando globos diciendo que cambiara a los profesores por profesores robots. Sue lo convence de buscar una mejor causa por la que luchar.
Will y Shelby acuerdan realizar una competencia de mashups entre New Directions y The Troubletones. Los dos directores de coros reúnen a los dos glee clubs en el auditorio y juntos cantan "Yoü and I/You and I" a modo de introducir una competencia sana y amigable, y todos reciben la canción muy bien. Puck le admite a Shelby que está enamorado de ella, y que cree que deberían estar juntos, ya que ambos son guapos, y que además quiere estar para Beth.
Los chicos de New Directions discuten que canciones incluir en su mashup, con la aprobación de Blaine (Darren Criss) y Kurt de que Rory debería cantar solos. Por otro lado, Quinn (Dianna Agron) se acerca a Shelby para decirle que quiere unirse a The Troubletones, aunque sus verdaderas intenciones son acercarse a ella para poder acercarse a su hija. Rory le dice a Finn (Cory Monteith) que le cubrirá las espaldas ante cualquier cosa. Los dos se encuentran con Santana y Brittany en los pasillos del colegio y tanto Finn como Santana intercambian insultos. Todo termina en que Finn reta a Santana a saldar sus diferencias en un partido de balón prisionero.Rachel (Lea Michele) le pide a Shelby si le puede firmar una pre-escrita carta de recomendación para NYADA, ya que su reputación como excelente y exitosa directora vocal la ayudaría mucho en su currículum. Shelby le dice a Rachel que está orgullosa de ella por todos sus logros, incluso a pesar de no haber estado presente para verla alcanzar todos esos logros. Rachel luego cambia de parecer y le dice a Shelby que si quiere puede escribir ella misma la carta de recomendación, ante lo cual Shelby accede. Rachel se acerca a Kurt en el gimnasio, diciéndole que echa de menos su amistad, pero Kurt la ignora, restándole importancia al asunto.
El juego de quemados comienza con un mashup de "Hit Me with Your Best Shot/One Way or Another", cantado por Santana y Finn. El juego termina con un mano a mano entre Santana y Finn, pero es ella quien finalmente gana, luego de darle de lleno en la cara a Finn con una pelota. Así, las chicas de The Troubletones (excepto por Mercedes y Brittany) le lanzan pelotas a Rory (Damian McGinty). Más tarde, Mercedes (Amber Riley) llega a la sala de ensayos de The Troubletones con la idea de hacer un mashup con canciones de Adele, diciendo además que a partir de ahora Santana debería comportarse y jugar limpio, tanto física como verbalmente. Rory defiende a Finn cuando Santana lo insulta, pero ella luego se disculpa por haberlo insultado, sin embargo, también dice que siente mucho que Finn sea un desastre, que no sepa bailar, que New Directions haya perdido las Nacionales por su culpa, y varias razones más. Finn, luego de esto se desespera y pierde la compostura, gritándole a Santana frente a todo el colegio que por qué no sale del armario, dejándola expuesta ante todos, ante lo cual la chica queda completamente devastada.
La campaña de Sue contra Burt continúa, y Burt se pone furioso. Él sabe que tienen que hacer algo para detener a Sue y ponerse a la cabeza de la preferencia popular. Burt le dice a Will (Matthew Morrison) que, como su asesor de campaña, haga algo, o de lo contrario el perderá las elecciones y Will perderá su trabajo. Puck está con Beth en la casa de Shelby, donde le revela a Shelby las cosas que ha hecho Quinn para que los de Servicio Social le quiten a Beth. Puck cae en la cuenta de que Shelby siempre estuvo destinada a ser la madre de Beth, y le dice que de verdad quiere ser parte de la vida de ambas. Más tarde, New Directions realiza la presentación de su mashup de "I Can't Go For That (No Can Do)/You Make My Dreams".
Llega el día de las elecciones escolar y en el gimnasio están reunidos los estudiantes del colegio. El Director Figgins anuncia que los cuatro candidatos para presidente escolar darán su discurso a continuación. El primero es Rick (un jugador de hockey) quien dice que si gana, los profesores serán los que tengan que obedecer a los alumnos. Luego pasa al frente Brittany, quien promete que establecerá los "martes de topless", así como también hará que los tornados sean ilegales. Kurt lucha por prohibir el juego de quemados en el colegio, por ser violento y abusivo. Por último llega Rachel, quien se retira de la campaña presidencial y le pide a todos que voten a Kurt, ya que él es el único que ha jugado limpio hasta ahora. Rachel y Kurt luego santana cantando hablan en el pasillo, donde Rachel le confiesa que una de las razones por las que se retiró de la campaña presidencial fue porque quería que Kurt tuviera algo que poner en su currículum de ingreso a NYADA, y además porque para ella es más importante su amistad. Los dos hacen las pases, y Rachel se convierte en la asesora de campaña de Kurt. Quinn aparece en la puerta de la casa de Shelby, a donde lleva una cesta con regalos para la bebé, y le vuelve a pedir unirse a The Troubletones. Shelby la rechaza, diciéndole que no es la verdadera madre de Beth, incluso a pesar de que la haya dado a luz. Shelby echa a Quinn de su casa luego de intercambiar algunas palabras, y Quinn dice que hará lo que sea para recuperar a su bebé. Santana es llamada al despacho de Sue, donde también se encuentran Will y Burt. Sue le explica a Santana que alguien oyó la conversación que el Santana tuvo con Finn, y que el lesbianismo de Santana será usado como algo en contra de Sue en la campaña para el congreso de un tercer candidato. Santana se va de allí llorando, diciéndoles que aún ni siquiera se lo dijo a sus padres. El episodio termina con el mashup de The Troubletones, quienes cantan "Rumour Has It/Someone like You". Al final del episodio, Finn le susurra algo al oído a Rachel, lo cual provoca que Santana se acerce a él muy enojada y triste, preguntándole a Finn que le acaba de decir a Rachel, creyendo que le contó que ella es lesbiana. Finn intenta evadirla, y Santana, ya habiendo tenido demasiado de él, le da una bofetada.

## Producción

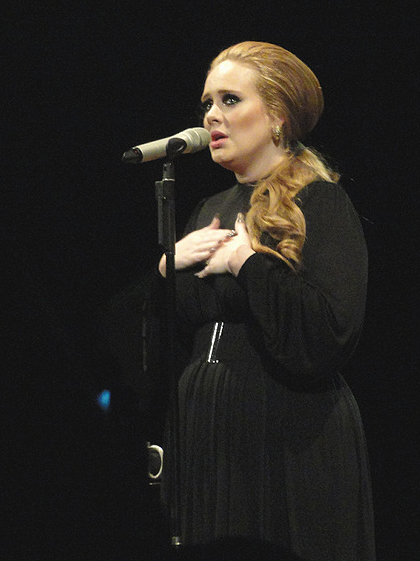
En el episodio se mezcla las canciones de Adele's "Someone like You" y "Rumour Has It"

"Mash Off"  fue escrito por Michael Hitchcock y dirigido por Eric Stoltz. El rodaje para el episodio comenzó el 6 de octubre de 2011, mientras que el quinto episodio "The First Time" ya se había lanzado al aire Fue filmado el 14 de octubre de 2011, junto al séptimo episodio, que comenzó a filmarse el 13 de octubre de 2011.
Este episodio marca la filmación número 300 de los musicales de Glee, que a la vez mezcla las dos canciones Adele "Rumour Has It" y "Someone like You" cantadas por Amber Riley y Naya Rivera.La actuación fue filmada con bombos y platillos «frente a una audiencia de prensa y miembros del equipo» el 26 de octubre de 2011, y se incluyó una sesión informativa después. Riley reveló durante la sesión de prensa que le sugirió la idea de interpretar una canción de Adele a los co-creadores Brad Falchuk y Ryan Murphy después de descubrir que Adele esperaba a Riley cantar su música el espectáculo: "alguien me envió un correo electrónico con un video de Adele diciendo que ella quería que yo cantara su canción, así que le envié por correo electrónico a Brad y Ryan
El episodio muestra un pasado de Sue en sus dieciséis años, interpretado por Colby Minifie, cantando la canción del título del musical Oklahoma!. El cocreador de la serie Ian Brennan dijo: "hemos querido mostrar que Sue en un momento dado tenía sueños de triunfar Broadway", y Lynch comenta: "Sue o Sue Sylvester se dijo que no era tan buena persona, y ahora ella tiene que castigar al mundo.Al igual que un montón de gente recentada de la vida, Sue es alguien que quiere ser y no puede ser."
Otros tres interpretaciones aparte de Adele una se realizan en el episodio:Hall & Oates "I Can't Go for That" y "You Make My Dreams", interpretada por New Directions, una mezcla de Lady Gaga "You and I " y de Eddie Rabbitt junto a Crystal Gayle "You and I", realizado por Morrison y Menzel, y una de las canciones de Pat Benatar "Hit Me with Your Best Shot" y Blondie "One Way or Another", a cargo de New Directions y la Troubletones.Y la canción de "Hot for Teacher" de la banda Van Halen, realizada por Mark Salling.
En el capítulo aparecen los actores invitados Shelby Corcoran (Menzel), Burt Hummel (O'Malley), Principal Figgins (Iqbal Theba), Shannon Beiste (Dot-Marie Jones), Becky Jackson (Lauren Potter), Sugar Motta (Vanessa Lengies), Rory Flanagan (McGinty).

## Recepción

### Audiencia
En su estreno en Estados Unidos "Mash Off" fue visto por 7.08 millones de espectadores, obtuvo una cuota en pantalla 3.1/8.
En el Reino Unido vieron el episodio 900,000 de espectadores bajo un 7% por ciento de audiencia a comparación de "The First Time" con una audiencia de 973,000 de espectadores. En Australia fue seguido por 683,000 de espectadores lo que convirtió a Glee en el decimocuarto. En Canadá fue seguido por 1.64 millones de espectadores lo que lo convirtió en el decimoctavo programa más visto de la semana.

### Críticas
Los críticos de televisión fueron más favorables en su respuesta a "Mash Off". Erica Futterman de Rolling Stone sintió que la serie volvió a formarse en el episodio, y comentó: "Lo hemos dicho antes y lo diremos nuevamente: nos gusta nuestro Glee con su ridiculez suficiente, y esta semana lo tuvimos". La periodista de Entertainment Weekly, Abby West, señaló que le encantaba el hecho de que "era un episodio intimo". Raymund Flandez de The Wall Street Journal opinó que "Mash Off" fue una de las mejores entregas de Glee, y citó las historias del episodio como lo más destacado: "Los episodios de mezcla cada temporada pueden ser impredecibles, pero este año se perfeccionó". Amy Reiter, de Los Angeles Times, escribió que había mucha " diversión"en "Mash Off".
Catriona Wightman, de Digital Spy, escribió: "Este fue un episodio confuso de Glee". Emily VanDerWerff de The AV Club le dio a "Mash Off" una calificación de "C", y sintió que el episodio no alcanzó su máximo potencial. James Poniewozik de Time sintió que era notablemente inferior al episodio anterior, con muchas más "escenas e historias olvidables".
El desarrollo del personaje de Santana y sus interacciones con Finn fueron bien recibidas por los críticos. Poniewozik declaró que Santana confronta su sexualidad fue uno de los aspectos más destacados de "Mash Off". Wightman comentó que a pesar de la insensible personalidad de Santana, "verla estallar en llanto ni siquiera le había contado a sus padres sobre su sexualidad [era] desgarrador". Robert Canning, de IGN, escribió: "El mayor desarrollo fue la forma inesperada en que la sexualidad de Santana se hizo pública. Fue una buena manera de poner fin a las cosas, generando tensión hacia los episodios más resonantes". VanDerWerff dijo que "los últimos cinco minutos de este episodio son fenomenales, una de esas veces en que el programa obtiene la combinación de tonos correctos". Para Ryan Gajewski de Wetpaint, la escena que concluyó "Mash Off" fue un "giro fascinante". Añadió: "Santana ciertamente no ha sido exactamente tierna en las últimas semanas, pero aún está claro que Finn cruzó totalmente la línea".

### Comercialización
Si bien se lanzaron cinco sencillos del episodio, fueron los cuatro popurrí que se estrenaron en el Billboard Hot 100. "Rumor Has It"/"Someone Like You" debutó en el número once el 23 de noviembre de 2011. Se vendió 160,000 descargas digitales en su primera semana, la quinta mayor venta digital de la primera semana de la serie. El popurrí provocó un resurgimiento en las ventas de "Rumor Has It", que alcanzó un nuevo pico en el número sesenta esa misma semana, durante el cual vendió 42,000 copias digitales. En Canadá, el popurrí entró en el Canadian Hot 100 en el número doce debido a las ventas de 14,000 descargas.
Los tres popurrí restantes que figuraron en el Billboard Hot 100 fueron "You and I"/"You and I" en el número sesenta y nueve, "I Can't Go for That"/"You Make My Dreams" en el número 
ochenta y seis. En Canadá, "I Can't Go for That"/"You Make My Dreams" se estrenó en el número setenta y cuatro, "You and I" / "You and I" en el número noventa y tres, y "Hit Me with Your Best Shot"/"One Way u Another" en el número noventa y cinco. "Hot for Teacher" no apareció en la lista, aunque "Rumor Has It"/"Someone Like You" aparecieron en el álbum de la banda sonora Glee: The Music, Volume 7.